# Begovaja (metropolitana di Mosca)
Begovaja in russo Беговая?, è una stazione della Metropolitana di Mosca, situata sulla Linea Tagansko-Krasnopresnenskaja. Prende il nome dal vicino ippodromo, ed è stata inaugurata il 30 dicembre 1972 come stazione del ramo Krasnopresnenskij. In origine, l'architetto Cherimin pensò di applicare al tipico design utilizzato per le altre stazioni della metropolitana, un progetto con pilastri quadrati in cima che si trasformavano gradualmente per mezzo di ottagoni in un nuovo quadrato di dimensioni minori di quello sulla parte superiore. Il pavimento fu ricoperto in granito scuro, mentre le mura in piastrelle di ceramica, con oggetti metallici sul tema degli sport equestri. La stazione fu la prima a subire dei lavori alle decorazioni murarie, quando le piastrelle in ceramica furono sostituite da marmo bianco. Gli ingressi sono forniti sia di ascensori che di scale, e l'accesso è decorato con "Il Cavaliere Valoroso", opera dell'artista Ladygin. Gli ingressi sono situati presso l'incrocio con Via 1905, il 3° Anello dei Trasporti (una volta chiamato Begovaja, di qui il nome), l'autostrada Choroševo e via Rozanova. Nel tunnel tra le stazioni Ulica 1905 Goda e Begovaja vi è un accesso che conduce al deposito Krasnaja Presnja, utilizzato per la linea Krasnopresnenskaja dal 1972 al 1975, quando fu aperto il deposito Planernoe.
Quotidianamente, utilizzano la stazione circa 53.550 passeggeri.